# Voort (Hilvarenbeek)
Voort is een buurtschap in de gemeente Hilvarenbeek in de Nederlandse provincie Noord-Brabant. Het ligt even ten noorden van het dorp Hilvarenbeek.

## Ligging
De buurtschap Voort wordt onderscheiden in Grote Voort en Kleine Voort. Grote Voort is het noordelijk deel grenzend aan Safaripark Beekse Bergen, Kleine Voort bestaat uit een aantal straten ingeklemd tussen de Provinciale weg 269 en de oude weg vanuit Hilvarenbeek naar Tilburg. Er is geen duidelijke grens tussen de twee delen, er bestaan alleen twee straatnamen met deze namen.

## Toponymie
Voort of Voorde is een in veel plaatsnamen voorkomend toponym, en betekent doorwaadbare plaats.

Vanaf Gorp loopt de Roodloop door de Kleine Voort, onder de N269 naar natuurgebied de Gooren.
Langs de Grote Voort, die eerder Craenbraeck heette stroomt de Voortse loop. 

## Ontstaan
De naam Voort komt als buurtschap al voor in de cijnsboeken uit 1340. 

Rond 1500 wordt een Mariakapelletje gebouwd, dat in de 17e eeuw een bedevaartsplaats werd.

## Verloop van de buurtschap
In 1840 omvat buurtschap Voort 31 huizen met 208 inwoners. Begin 21e eeuw omvat de buurtschap ongeveer 55 huizen met 140 inwoners.

## Bezienswaardigheden
- Mariakapel op Kleine Voort, gebouwd in 1938, met zandstenen Mariabeeld.[3]
- Rijksmonument op Grote Voort 1, een langgevelboerderij, gebouwd door "de Maatschappij van Welstand".

## Bekende inwoners
Op 6 januari 1563 werd Martinus Schellekens geboren, die zijn naam veranderde in Martinus Becanus. Hij was professor in de theologie te Würzburg, Mainz en Weenen, en biechtvader van Keizer Ferdinand II.

## Overig
In 2020 wordt vlak bij Kleine Voort een nieuw wijkje gebouwd, dat de naam Burgstad gaat krijgen.
Hoofdplaats: Hilvarenbeek      Dorpen: Baarschot · Biest-Houtakker · Diessen · Esbeek · Haghorst

Buurtschappen en gehuchten: Den Opslag (deels) · Driehuizen · Dun · Groenstraat · Gorp · Groot-Loo · Groote Voort · Heikant · Hoogeind · Hoog Spul · Klein Loo · Kleine Voort · Laag Spul · Roovert · Tulder · Waterstraat · Westerwijk

Noord-Brabant: Steden en dorpen      Nederland: Provincies · Gemeenten